# Juan Bautista Villalpando

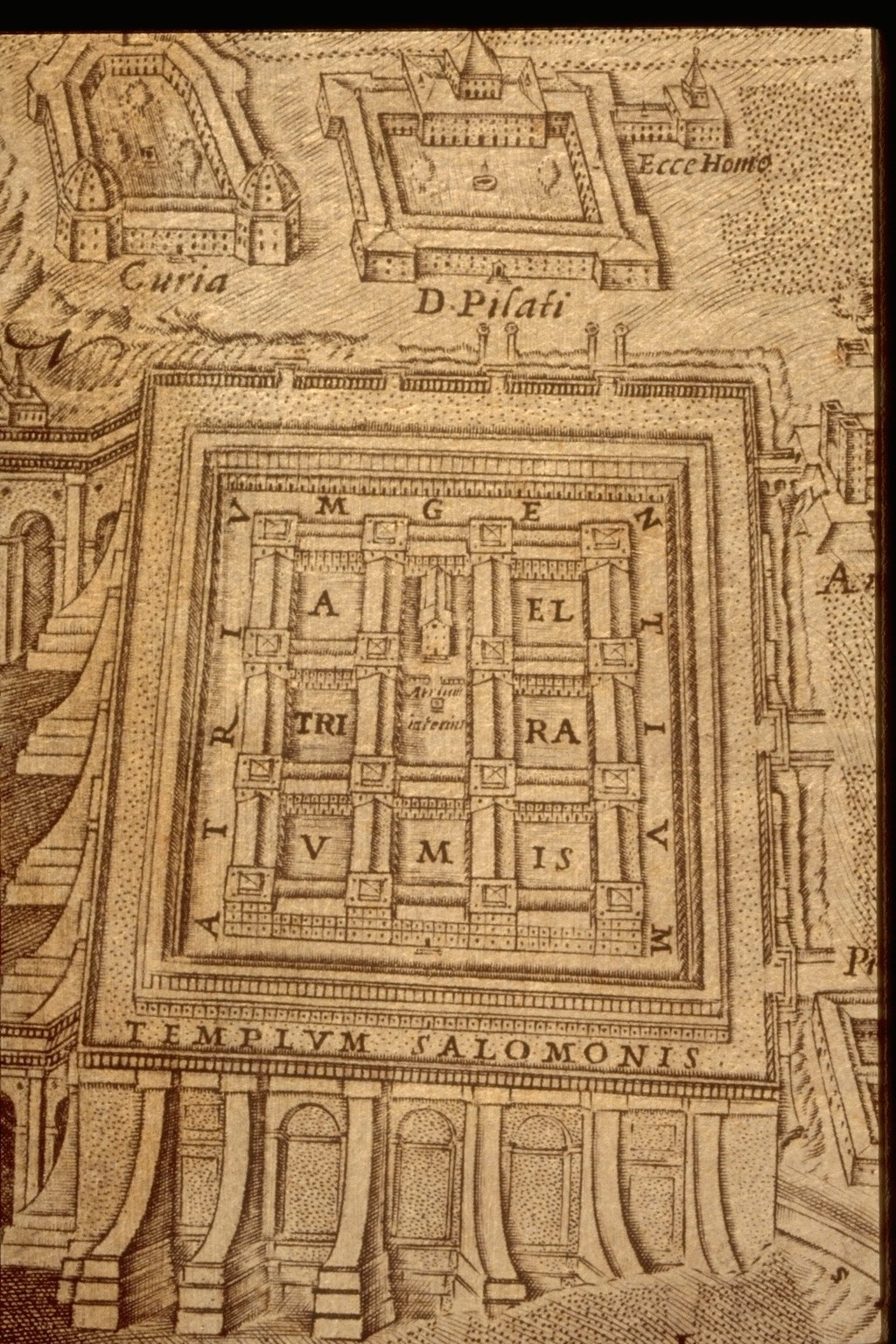
Detalle de una recreación de Villalpando del Templo de Salomón, en un mapa de Jerusalén.

Villalpando, ordenado jesuita en 1575, diseñó para la Compañía de Jesús edificios como la Catedral de Baeza y la iglesia de San Hermenegildo de Sevilla.
Su obra más conocida es el triple volumen sobre el Templo de Salomón, que escribió junto al escrituario jesuita de Baeza Jerónimo de Prado. La obra fue impresa en Roma en tres grandes volúmenes de tamaño folio por Zannetti y Vuglietto entre los años 1595 y 1606, aunque sus portadas las fechan entre 1596 y 1604, y fue financiada por el propio Felipe II. Tal vez los dibujos fueran muy anteriores a esa fecha, ya que su arquitectura parece más inspirada en Bramante que en Miguel Ángel. Es probable que los dos teólogos colaboraran con anterioridad, un decenio antes, en el primer esbozo de la reconstrucción del Templo de Ezequiel. Pero una vez instalados en Roma surgieron serias desavenencias: el padre Prado quiso cambiar los diseños aprobados por Felipe II, a lo que se opuso Villalpando. Tampoco estaban de acuerdo en quién debía redactar cada parte de la obra. La muerte de Jerónimo de Prado en 1595 solo le permitió escribir y firmar el primer volumen de los Comentarios sobre Ezequiel (In Ezechielem Explanationes), el más teológico, dejando libre a Villalpando el volumen segundo y los farragosos apéndices del tercero.
El primer tomo se tituló Hieronymi Pradi et Ioannis Baptistae Villalpandi e Societate Iesv in Ezechielem Explanationes et Apparatvs Vrbis, ac Templi Hierosolymitani. Contiene un extenso comentario de la pluma de Jerónimo de Prado sobre los primeros veintiséis capítulos de la profecía de Ezequiel. La colección de grabados que acompaña al libro es sin duda de lo mejor del dibujo arquitectónico de esa época, por lo que puede decirse con total seguridad que ningún otro edificio, ya sea real o imaginario, fue publicado con tanta belleza y suntuosidad a lo largo de los siglos XVI y XVII. La obra de Villalpando es indirectamente un sólido tratado de arquitectura, cuya enorme influencia en el Barroco, traspasó todas las fronteras y se prolongó hasta muy avanzado el siglo XIX.

## El Edificio Perfecto y la Arquitectura Revelada

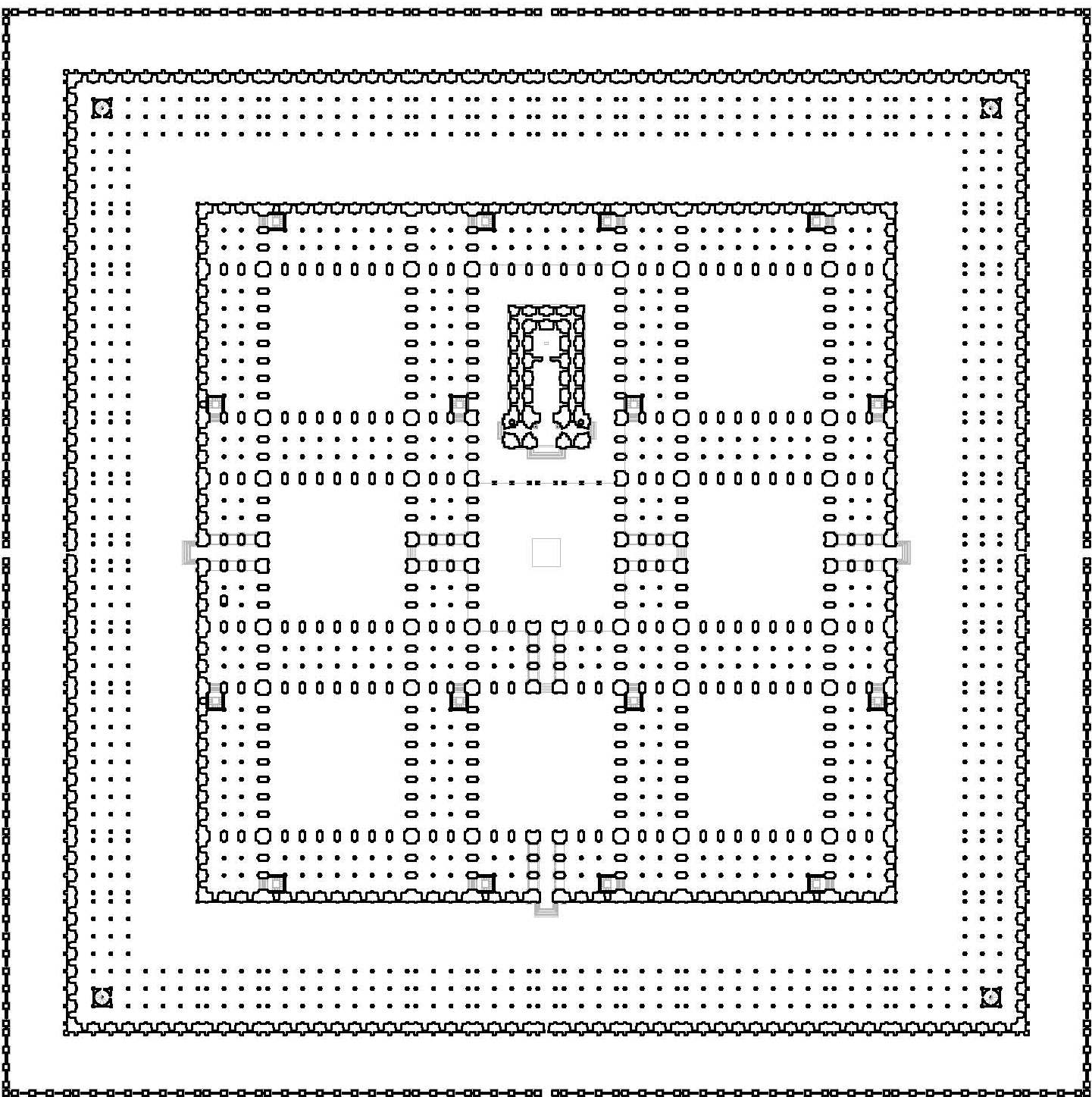
Planta del Templo de Salomón según Villalpando. Dibujo de J.R.Cuadra.

Juan Bautista Villalpando (Córdoba, 1552 - Roma, 22 de mayo de 1608) fue un arquitecto, matemático, escritor y teólogo jesuita. Según su propio testimonio, estudió geometría y arquitectura junto a Juan de Herrera, arquitecto del Monasterio de El Escorial.
Villalpando estaba convencido de que, al haber sido el templo judaico un diseño del mismo Dios, el conocimiento del edificio permitiría deducir las reglas de la arquitectura perfecta, la «revelada» por Dios. Los intelectuales renacentistas habían acatado por su perfección los cinco órdenes del estilo clásico, creados al menos cinco siglos después del Templo de Salomón. Villalpando ideó una explicación satisfactoria para conjugar la arquitectura pagana y la bíblica: Dios creó el estilo clásico para su Templo de Jerusalén y desde allí el estilo divino irradió a Grecia y a Roma. 
Entonces surgió la polémica entre los puristas, como el bibliotecario del Monasterio de El Escorial, Arias Montano, dando una recreación histórica, más que la posible especulación de Ezequiel y el padre Sigüenza, que defendía las sencillas dimensiones ofrecidas por la Biblia. Arias Montano defendió su tesis en el Apparatus de la Biblia Regia (o Políglota de Amberes) de 1572, y el padre Sigüenza hizo lo propio en su último capítulo de su Historia de la Orden de San Jerónimo, dedicada a la descripción y construcción del Monasterio de El Escorial.
La recreación del complejo del templo tenía una planta cuadrada, tanto exterior como interior, estando esta última dividida en nueve patios cuadrados, de los que dos de ellos albergaban el Sanctasanctórum y el altar de los holocaustos.
Es de notar la gran influencia que tuvo en la recreación teórica de Villalpando el Monasterio de El Escorial (1563-1584), que fue considerado en su época un Segundo Templo de Jerusalén y Felipe II un segundo Salomón. Pese a que el edificio escurialense fue muy anterior a los escritos y dibujos de Villalpando, estos son una clara consecuencia del ambiente de salomonismo que impregnó la ideación de El Escorial, desde las medidas y forma de su planta hasta la colocación de las estatuas de David y Salomón en la portada de la Basílica. También, en sus incursiones teóricas, Villalpando es considerado el inventor del orden salomónico específico español, que se caracteriza por llevar los capiteles con hojas de flor de lis y semillas de granada.

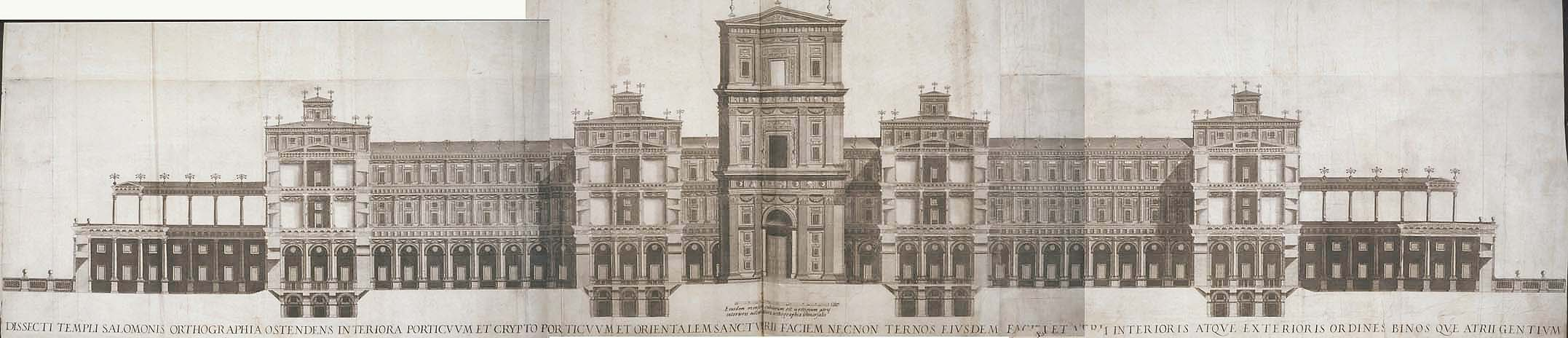
Alzado de la reconstrucción del Templo de Salomón, publicada en 1605.

Su influencia fue considerable en los diseños arquitectónicos basados en su recreación del Templo de Salomón, especialmente en arquitectura pública o religiosa, llegando a influir en la concepción de las misiones jesuíticas guaraníes o en la planificación de las nuevas ciudades americanas. Igualmente, varias utopías urbanísticas posteriormente no se entenderían si no estuviesen basadas en la obra de Villalpando, como es el caso de Otto Wagner o Bruno Taut.

## Publicaciones
- Prado y Villalpando: Hieronymi Pradi et Ioannis Baptistae Villalpandi e Societate Iesv In Ezechielem Explanationes et Apparatus Vrbis, ac Templi Hierosolymitani. Commentariis et imaginibvs illvstratvs opvs tribvs tomis distinctvm, Roma, 1595.
- Villalpando: De postrema Ezechielis Prphetae visione Ioannis Baptistae Villalpandi Cordvbensis e Societate Iesv. Tomi secvndi explanationvm pars secvnda, Roma, 1605. Traducción moderna: El Templo de Salomón según Juan Bautista Villalpando. Comentarios a la profecía de Ezequiel, trad. de J. L. Oliver, ed. J. A. Ramírez, Siruela, 1991.
- Villalpando: Tomi III. Apparatvs vrbis ac templi hierosolymitani. Pars I et II Ioannis Baptistae Villalpandi Cordvbensis e Societate Iesv. Collato Stvdio cvm H. Prado ex Eadem Societate, Roma, 1605.